# (227962) Aramis
(227962) Aramis est un astéroïde de la ceinture principale.

## Description
(227962) Aramis est un astéroïde de la ceinture principale d'astéroïdes. Il fut découvert par Bernard Christophe le 19 avril 2007 à l'observatoire de Saint-Sulpice. Il présente une orbite caractérisée par un demi-grand axe de 2,91 UA, une excentricité de 0,016 et une inclinaison de 5,4° par rapport à l'écliptique.
Il fut nommé en hommage au mousquetaire Aramis, René d'Aramis de Vannes, né René d'Herblay, personnage créé par Alexandre Dumas dans son roman Les Trois Mousquetaires et présent dans ses suites.

## Compléments